# 波士尼亞克人
波士尼亞克人（复数），或稱為波士尼亞穆斯林族，屬於南部斯拉夫民族，主要分布於由南斯拉夫分裂而獨立的波斯尼亚和黑塞哥维那。主要為在奥斯曼土耳其时期改信伊斯蘭教的塞爾維亞人或克羅地亞人後代，由於生活習慣與傳統的塞爾維亞人或克羅地亞人有所不同，因而在近代當作是另一個民族看待。在中文文獻中，波士尼亞克人也經常翻譯為波士尼亞人，但波士尼亞人是國民的稱謂而非民族的稱謂。

## 背景
在奥斯曼帝国统治波斯尼亚时期，许多当地的斯拉夫人受奥斯曼人影响，改信伊斯兰教。当时，Boşnak（“波什纳克人”）是对波斯尼亚地区所有居民的称呼。
铁托时期的南斯拉夫为了压制国内大塞尔维亚主义，采取了分化塞尔维亚人的政策，将信仰伊斯兰教的斯拉夫人从塞尔维亚人和克罗地亚人中分离出。因此，在南斯拉夫社會主義聯邦共和國成立時並沒有「波士尼亞克人（Bošnjaci）」這樣的民族，只有「波士尼亞人（Bosnaci）」。1963年以前，波士尼亞籍的人在正式文件上只能使用塞爾維亞人或克羅地亞人做為自稱。
由於在傳統上，只有信仰東正教的塞爾維亞人會自稱塞爾維亞人，信仰天主教的克羅地亞人會自稱克羅地亞人。因此，居住在波士尼亞，宣稱信仰伊斯蘭教，或是不認同東正教跟天主教信仰的塞尔维亚人和克罗地亚人，就希望另外取得認同，象徵在波士尼亞繁衍特有的背景。
在1963年到1973年之間，改為可用「未定（neopredjeljeni）」或是「穆斯林民族單位（muslimani u nacionalnom smislu）」。1973到1993年之間，則使用「穆斯林族（Muslimani）」，被認可為第六個主體民族。宣稱自己為穆斯林族，不單是個人成長過程中認同啟蒙的關鍵，同時也是波士尼亞文化進行現代化的過程。之後，隨著波斯尼亚和黑塞哥维那脫離聯邦，波士尼亞克人這樣的稱呼才取代了穆斯林族，獲得非穆斯林的波士尼亞籍人認同。